# Ngen-lawén
Ngen-lawén es el Ngen dueño de las hierbas medicinales, pertenecientes a la mitología mapuche.

## Descripción
Los Mapuches cuentan que Ngen-lawén, es el espíritu dueño de las hierbas medicinales. Todas las plantas medicinales estarían cuidadas por Ngen-lawén, ya que han sido dejadas a los hombres por los dioses creadores; para que el Mapuche las utilice. Entre el uso dado a estas plantas esta su utilización como Lawen (remedio), preparada por las Machi, para curar los males realizados por los Calcu y los wekufe.  

## Oraciones a Ngen-lawén
Cuando no se pide permiso [para recoger las hierbas], salen culebras que engañan a la gente. La culebra espanta a la gente y se arranca. A la culebra se le dice: «Perdone, Ud. no me haga maldad y yo tampoco la hare. Deme permiso para recoger lawén». Allí desaparece la culebra. 
Para evitar estos problemas, «antes de recoger hierbas medicinales se le pide permiso al Ngen-lawén para recogerlas; y se le dice: «Ngen-lawén, te pido permiso. Voy a recoger algunas hierbas medicinales». Por otra parte parte, a Ngen-mapu se le pide que aparezca lawén en abundancia. 